# Azores Challenger 1995
L'Azores Challenger 1995 è stato un torneo di tennis facente parte della categoria ATP Challenger Series nell'ambito dell'ATP Challenger Series 1995. Il torneo si è giocato a Azzorre in Portogallo dal 4 al 10 settembre 1995 su campi in cemento.

## Vincitori

### Singolare
Nuno Marques ha battuto in finale  Wayne Black con il punteggio di 3–6, 6–3, 6–2

### Doppio
Tim Henman /  Christian Saceanu hanno battuto in finale  Nuno Marques /  Chris Wilkinson con il punteggio di 6–2, 6–2